# 6124 Мекленбург
6124 Мекленбург (6124 Mecklenburg) — астероїд головного поясу, відкритий 29 вересня 1987 року.
Тіссеранів параметр щодо Юпітера — 2,980.